# Tetranychoidea
Tetranychoidea är en överfamilj av spindeldjur. Tetranychoidea ingår i ordningen Prostigmata, klassen spindeldjur, fylumet leddjur och riket djur. Enligt Catalogue of Life omfattar överfamiljen Tetranychoidea 2152 arter. 
Kladogram enligt Catalogue of Life:
| Tetranychoidea | \| \| Tenuipalpidae \| \| \| \| \| \| Tetranychidae \| \| \| \| |
|                | \| \| Tenuipalpidae \| \| \| \| \| \| Tetranychidae \| \| \| \| |
|                | Tenuipalpidae                                                   |
|                |                                                                 |
|                | Tetranychidae                                                   |
|                |                                                                 |